# Grolsch Stender
Grolsch Stender was een verzamelnaam voor drie Nederlandse bieren: Grolsch Stender Natural (voorheen Alcoholarm), Grolsch Stender Lemon & Lime en Grolsch Stender Red Orange.
Grolsch Stender werd gebrouwen door Grolsch in Enschede. 

## Geschiedenis
Grolsch Stender Alcoholarm kwam in de jaren 90 al op de markt als Grolsch Stender, maar werd later vervangen door Grolsch Premium Malt. Op 21 maart 2011 werd Grolsch Premium Malt weer vervangen door Grolsch Stender Alcoholarm, waarmee Stender weer opnieuw verkrijgbaar was. Daarbij werd er ook een tweede variant aan het assortiment toegevoegd, Grolsch Stender Lemon & Lime, een alcoholarm bier met fruitsap. In 2013 volgde de introductie van Grolsch Stender Red Orange. In 2017 werd het merk Stender van de markt gehaald en vervangen door Grolsch 0.0%.  De Lemon & Lime en Red Orange varianten werden vervangen door Grolsch 0,0% Radler Limoen en Grolsch 0,0% Radler Ice Tea Perzik.

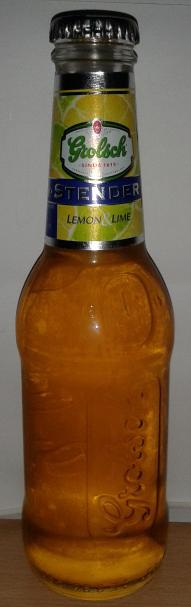
Grolsch Stender Lemon & Lime
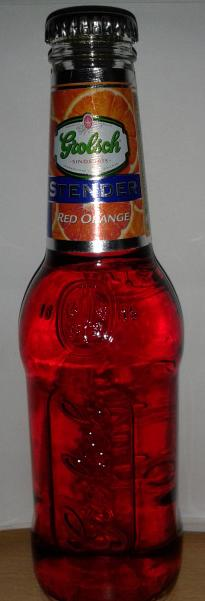
Grolsch Stender Red Orange